# سرزمین صلح
سرزمین صلح (عربی مصری: أرض السلام) فیلمی در ژانر درام، رمانتیک، و جنگی به کارگردانی کمال الشیخ است که در سال ۱۹۵۷ منتشر شد. از بازیگران آن می‌توان به فاتن حمامه و عمر شریف اشاره کرد.